# Allgäuer Bauernblatt
Das Allgäuer Bauernblatt ist das wöchentlich erscheinende Mitteilungsorgan des Milchwirtschaftlichen Vereins AllgäuSchwaben, der Allgäuer Herdebuchgesellschaft und der Rinderbesamungsgenossenschaft Memmingen sowie der Anbietergemeinschaft „Urlaub auf dem Bauernhof im Allgäu“.
Regelmäßige inhaltliche Schwerpunkte sind aktuelle Informationen aus den Bereichen Tierzucht und Besamung, Neuheiten aus Industrie und Handel sowie Markt und Preisspiegel. Weitere Aspekte sind u. a. Recht und Rat im Alltag und Urlaub auf dem Bauernhof. Transportiert werden diese Inhalte über Hintergrundinformationen zur Agrarpolitik oder wissenschaftliche Beiträge über Tierzucht, -haltung und -fütterung, Milchwirtschaft, Grünland und Waldbau. Zu den festen Bestandteilen gehören außerdem Gartentipps, Kochrezepte und ein Gesundheitsratgeber.
Die durchschnittliche verbreitete Auflage lag 2024 bei 9.200 Exemplaren. Bis Ende 2010 war der Titel noch IVW-geprüft.